# Loiron-Ruillé
Loiron-Ruillé è un comune francese del dipartimento della Mayenne nella regione dei Paesi della Loira.
È stato creato il 1º gennaio 2016 dalla fusione dei preesistenti comuni di Loiron e Ruillé-le-Gravelais.
Il capoluogo è la località di Loiron.